# Estação La Granja (Metro de Madrid)

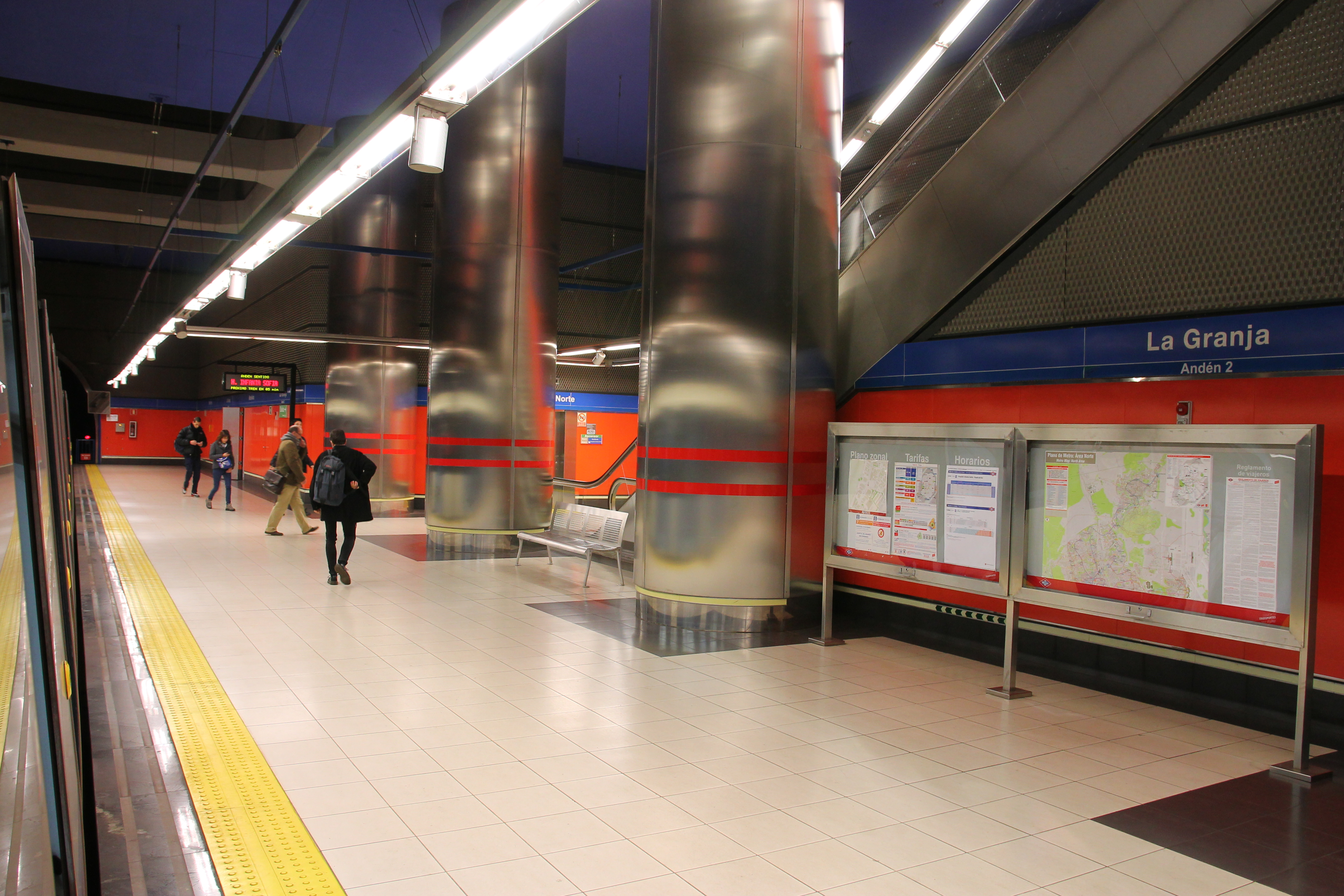
Foto da estação

La Granja é uma estação da Linha 10 do Metro de Madrid.